# Мяч и сердце
«Мяч и сердце» (другое название — «Даже не однофамилец») — советский немой комедийный кинофильм, снятый Борисом Юрцевым и Константином Юдиным по сценарию Ивана Вершинина и Л. Лукацкого на киностудии «Мосфильм» в 1935 году. Фильм не сохранился.

## Сюжет
Накануне решающего матча по футболу между командами «Наковальня» и «Молот» Александр Савченко, капитан последней команды, влюбляется в работницу детского сада Александру Савченко…

## В ролях
- Галина Сергеева — Александра Савченко
- Пётр Соболевский — Александр Савченко
- Татьяна Барышева — заведующая детдомом
- Александр Антонов — начальник пожарной команды
- Андрей Тутышкин — почтальон
- Николай Хрящиков — комсомолец
- Константин Юдин — футбольный арбитр[2]
- С. Макутонин — Колька, болельщик
- Е. Садикова
- В. Медовик

## Съёмочная группа
- Режиссёры: Борис Юрцев, Константин Юдин
- Сценаристы: Иван Вершинин, Л. Лукацкий
- Оператор: Александр Брантман
- Художники: Владимир Егоров, Виктор Пантелеев

## Судьба фильма
Картина получила низкую оценку Главного управления кинофотопромышленности (ГУКФ) СССР: в докладной записке заведующего Отделом культурно-просветительной работы ЦК ВКП(б) А. С. Щербакова отмечался низкий идейный и художественный уровень картины, в связи с чем фильм с трудом получил разрешение на выход в прокат. Вскоре после завершения фильма один из его режиссёров — Борис Юрцев — был арестован и сослан на Колыму, а сама картина не сохранилась.